# Histoires d'hiver
Pour plus de détails, voir Fiche technique et Distribution.
Histoires d'hiver est un film québécois réalisé par François Bouvier en 1998.

## Synopsis
Ce film raconte l'histoire de Martin, un jeune amateur du club de hockey Canadien. Il écoute religieusement les matchs chaque soir, collectionne les cartes de hockey et son plus grand souhait est de rencontrer Henri Richard. À l'école, il se fait de nouveaux amis et il découvrira l'amour, car une jeune fille possède la carte de Dick Duff.

## Fiche technique
- Titre original : Histoires d'hiver
- Réalisation :François Bouvier
- Scénario : François Bouvier et Marc Robitaille d'après son roman
- Montage : André Corriveau
- Musique : Michel Rivard
- Pays d'origine : Canada (Québec)
- Genre : drame
- Durée : 105 minutes
- Budget : 2 300 000$
- Date de sortie : 26 février 1999

## Distribution
- Joël Dalpé-Drapeau : Martin Roy
- Patrick Thomas : Benoît
- Mathieu Beaumier : Pete
- Maude Gionet : Véro
- Luc Guérin : Hervé Roy
- Diane Lavallée : Jacqueline Roy
- Denis Bouchard : Maurice Roy
- Suzanne Champagne : Mademoiselle Chouinard
- Cédric Pépin : Lachance
- Robert Toupin : le directeur d'école
- Alex Ivanovici : Ron Richardson
- Marc Gélinas : Monsieur Girouard, l'épicier
- Sylvie Legault : Corinne
- André Montmorency : Monsieur Gagné, le voisin
- Roger Léger : Père de Benoît
- Marie-France Monette : la cousine Josée
- Martin Larocque : Monsieur le curé
- Marc Poulin : Monsieur Turgeon, le coach
- Annie Dufresne : la super caissière
- Ari Snyder : Monsieur Zimkowsky
- Gayle Garfinkle : Madame Margaret Zimkowsky
- Germain Larochelle : François
- Cassandre Longpré : Julie
- Maxime Leclerc-Michon : Marc
- Camille Bettez-Quessy : Nicole
- Guillaume Michaud : Normand
- Jérôme Leclerc-Couture : Luc
- Francis Carignan : Marco